# Queen of the Damned
Queen of the Damned er en gyserfilm og filmatisering fra 2002 af den tredje roman fra Anne Rices Vampyrkrøniken-serie, The Queen of the Damned. Filmen indeholder mange plot-elementer fra sidstnævnte romanens forgænger, Mørkets fyrste. I hovedrollerne ses Aaliyah som den egyptiske vampyrdronning Akasha, og Stuart Townsend som vampyren Lestat. 
Queen of the Damned blev udgivet seks måneder efter Aaliyah død og er dedikeret til hendes minde.

## Handling
Vampyren Lestat (Stuart Townsend) er vågnet af årtiers søvn ved lyden af et rockband, som han overtager som forsanger. Bandet opnår international succes og planlægger en massiv live-koncert, bliver Lestat kontaktet af Marius (Vincent Perez), som advarede ham om, at vampyrerne i verden ikke vil tolerere hans flamboyante offentlige profil.

## Medvirkende
- Aaliyah som  vampyrdronning Akasha
- Stuart Townsend som Lestat de Lioncourt
- Marguerite Moreau (Richael Tanner, ung) som Jesse Reeves
- Vincent Perez som Marius de Romanus
- Paul McGann som David Talbot
- Lena Olin som Maharet
- Christian Manon som Mael
- Claudia Black som Pandora
- Bruce Spence som Khayman
- Matthew Newton som Armand
- Tiriel Mora som Roger
- Megan Dorman som Maudy
- Johnathan Devoy som James
- Robert Farnham som Alex
- Conrad Standish som T.C.
- Andrew L. Urban som sig selv
- Jonathan Davis som billet scalper

## Soundtrack
| Queen of the Damned    | Queen of the Damned              | Queen of the Damned | Queen of the Damned                | Queen of the Damned | Queen of the Damned | Queen of the Damned | Queen of the Damned | Queen of the Damned | Queen of the Damned |
| #                      | Titel                            | Sangskriver(e)      | Artist                             | Længde              |                     |                     |                     |                     |                     |
| ---------------------- | -------------------------------- | ------------------- | ---------------------------------- | ------------------- | ------------------- | ------------------- | ------------------- | ------------------- | ------------------- |
| 1.                     | "Not Meant for Me"               | Jonathan Davis      | Wayne Static fra Static-X          | 4:09                |                     |                     |                     |                     |                     |
| 2.                     | "Forsaken"                       | Jonathan Davis      | David Draiman fra Disturbed        | 3:37                |                     |                     |                     |                     |                     |
| 3.                     | "System" (*)                     | Jonathan Davis      | Chester Bennington fra Linkin Park | 5:03                |                     |                     |                     |                     |                     |
| 4.                     | "Change (In the House of Flies)" | Deftones            |                                    | 5:01                |                     |                     |                     |                     |                     |
| 5.                     | "Redeemer"                       | Jonathan Davis      | Marilyn Manson                     | 4:19                |                     |                     |                     |                     |                     |
| 6.                     | "Dead Cell"                      | Papa Roach          |                                    | 3:07                |                     |                     |                     |                     |                     |
| 7.                     | "Penetrate"                      | Godhead             |                                    | 4:18                |                     |                     |                     |                     |                     |
| 8.                     | "Slept So Long" (*)              | Jonathan Davis      | Jay Gordon fra Orgy                | 5:29                |                     |                     |                     |                     |                     |
| 9.                     | "Down with the Sickness"         | Disturbed           |                                    | 4:39                |                     |                     |                     |                     |                     |
| 10.                    | "Cold"                           | Static-X            |                                    | 3:00                |                     |                     |                     |                     |                     |
| 11.                    | "Headstrong"                     | Earshot             |                                    | 4:54                |                     |                     |                     |                     |                     |
| 12.                    | "Body Crumbles"                  | Dry Cell            |                                    | 3:07                |                     |                     |                     |                     |                     |
| 13.                    | "Excess"                         | Tricky              |                                    | 4:43                |                     |                     |                     |                     |                     |
| 14.                    | "Before I'm Dead"                | Kidneythieves       |                                    | 4:50                |                     |                     |                     |                     |                     |
| 15.                    | "Not Meant for Me" (*, **)       | Jonathan Davis      |                                    | 4:09                |                     |                     |                     |                     |                     |
| 16.                    | "Forsaken" (*, **)               | Jonathan Davis      |                                    | 3:37                |                     |                     |                     |                     |                     |
| 17.                    | "System" (**)                    | Jonathan Davis      |                                    | 4:44                |                     |                     |                     |                     |                     |
| 18.                    | "Redeemer" (*, **)               | Jonathan Davis      |                                    | 4:19                |                     |                     |                     |                     |                     |
| variere, se nedenunder |                                  |                     |                                    |                     |                     |                     |                     |                     |                     |

(*) Findes som musikvideo på Dvd'en
(**) Findes på genudgivelsen af Cd'en